# Valentin Bistrov
Valentin Aleksandrovič Bistrov (rusko Валентин Александрович Быстров), ruski hokejist, * 6. april 1929, Leningrad, Sovjetska zveza, † 15. januar 2017.
Bistrov je v sovjetski ligi igral za klub SKA Leningrad, skupno na 240-ih prvenstvenih tekmah, na katerih je dosegel 104 golov. Za sovjetsko reprezentanco je nastopil na enem svetovnem prvenstvu, na katerem je osvojil srebrno medaljo. Za reprezentanco je nastopil na šestih tekmah, na kateri je dosegel en gol. 

## Pregled hokejske kariere
Odebeljeno - reprezentančni nastopi, glej tudi Statistika pri hokeju na ledu.
| Moštvo          | Liga                 | Sezona |    | Redni del | Redni del | Redni del | Redni del | Redni del | Redni del |   | Končnica | Končnica | Končnica | Končnica | Končnica | Končnica |
| --------------- | -------------------- | ------ | -- | --------- | --------- | --------- | --------- | --------- | --------- | - | -------- | -------- | -------- | -------- | -------- | -------- |
| Moštvo          | Liga                 | Sezona | OT | G         | P         | T         | +/-       | KM        | OT        | G | P        | T        | +/-      | KM       |          |          |
| Sovjetska zveza | Svetovno prvenstvo A | 58     |    | 1         | 0         | 0         | 0         |           | 0         |   |          |          |          |          |          |          |
| Skupaj          |                      |        |    | 1         | 0         | 0         | 0         |           | 0         |   |          |          |          |          |          |          |